# Cube World
Cube World (укр. Кубічний світ) — відеогра 2019 року у жанрі рольового бойовика, розроблена і видана студією Picroma для платформи Microsoft Windows. Гравцеві надається величезний світ, створений з вокселів за традиціями Minecraft. Ігровий процес зосереджений на мандрівках і дослідженні численних біомів з бойовою системою типу слешер та квестами.
Вольфрам фон Фанк, ігродизайнер, розпочав розробку у червні 2011 року, пізніше до нього приєдналася його дружина Сара. Альфа-версія була випущена у липні 2013 року. Далі через відсутність новин від фон Фанка, гру ідентифікували як vaporware, поки вона не вийшла офіційно 30 вересня 2019 року, шість років після анонсу.

## Ігровий процес
Гравцеві доведеться досліджувати величезний світ, створений з вокселів. У ньому знаходяться численні структури, серед яких таємничі печери, наземні замки і табори, а також біоми, включаючи луки, снігові долини, пустелі й океани. Щоб швидше подорожувати по ігровому світові використовуються спеціальні предмети, наприклад дельтаплани або човни.
У грі присутній редактор персонажа — спочатку гравець вибирає расу та стать, а потім налаштовує зовнішній вигляд героя. Далі потрібно вибрати один із чотирьох класів: воїн, розбійник, рейнджер або маг, кожен з яких користується унікальними обладунками і зброєю та володіє певними здібностями. Світ населений монстрами та міфічними створіннями, яких можна вбити заради кращої броні та зброї, що призводить до кращої статистики й здібностей, дозволяючи гравцеві вибирати спеціалізації, які найкраще відповідають його стилю гри, до прикладу, воїни можуть вибрати між концентрацією на більшій силі пошкодження або захисту, натомість маги можуть зосередитись на пошкодженні або зцілювальних здібностях. Гравці також можуть приручити тварин, як-от вівцю або черепаху, які воюватимуть поруч, в деяких випадках, на них можна їздити, щоб пришвидшити процес подорожування світом. Крафт також є частиною гри; він дозволяє гравцям створювати їжу, зілля, зброю й обладунки, а також косметичні дрібниці.

## Розробка
Розробка Cube World розпочалася у липні 2011 року, дизайнер Вольфрам фон Фанк (він же Wollay) описав її як «3D-гру, засновану на вокселях з фокусом на елементах дослідження та рольової гри», посилаючись на The Legend of Zelda,  Secret of Mana та World of Warcraft як об'єкти натхнення. Пізніше до нього приєдналася його дружина Сара (вона ж Pixxie), щоб допомогти зі спрайтами і додаванням нового контенту. У січні 2013 року було помилково повідомлено, що Mojang, студія-розробник схожої за стилістикою гри Minecraft, найняла фон Фанка і зайнялась розробкою Cube World.
Альфа-версія гри уперше була випущена на вебсайті Picroma 2 липня 2013 року, але невдовзі її було неможливо купити. Тоді сервер завантаження зазнав DoS-атаки, що фон Фанк пізніше назвав несподіваною подією, що «травмувала» його. Під час випуску альфа-версії велика кількість гравців були стурбовані подальшим розвиток проєкту через загальну відсутність оновлень від Вольфрама фон Фанка, тому багато хто вважав гру vaporware, незважаючи на те, що він кілька разів заявляв про продовження розробки. У вересні 2019 року розробник оголосив, що Cube World офіційно вийде у Steam 30 вересня, причому покупці альфи отримають ключ безкоштовно.

## Оцінки й відгуки
Відеогра зазнала критики за прив'язаність системи прогресу від регіону та проблеми балансування. Джеймс Давенпорт з PC Gamer відгукнувся про повторюваність гри, називаючи її «неглибокою» й «нудною». Люк Планкетт з Kotaku зазначив, що хоч ігровий світ був «дуже гарним», він «сильно потребує путівника» і, що реліз «якось гірший, ніж її альфа». Деякі рецензенти зауважили, що гра не змогла виправдати сподівань і тривалих очікувань шанувальників.